# إيسبيرغ
إيسبيرغ (بالدنماركية: Esbjerg)‏ وهي مدينة مينائية تقع جنوب غرب الدانمارك وتبعد 71 كلم عن مدينة كولدنغ و 164 كلم جنوب غرب آرهوس و 298 كلم غرب كوبنهاغن يبلغ عدد سكانها 71 ألف نسمة وتعتبر خامس أكبر مدينة في الدانمارك وأكبر مدينة في يوتلاند وتبلغ مساحة المدينة 742 كلم مربع بنيت هذه المدينة في سنة 1868.

## المناخ
يظهر الجدول التالي التغييرات المناخية على مدار السنة لإيسبيرغ:
| البيانات المناخية لـإيسبيرغ             | البيانات المناخية لـإيسبيرغ | البيانات المناخية لـإيسبيرغ | البيانات المناخية لـإيسبيرغ | البيانات المناخية لـإيسبيرغ | البيانات المناخية لـإيسبيرغ | البيانات المناخية لـإيسبيرغ | البيانات المناخية لـإيسبيرغ | البيانات المناخية لـإيسبيرغ | البيانات المناخية لـإيسبيرغ | البيانات المناخية لـإيسبيرغ | البيانات المناخية لـإيسبيرغ | البيانات المناخية لـإيسبيرغ | البيانات المناخية لـإيسبيرغ |
| الشهر                                   | يناير                       | فبراير                      | مارس                        | أبريل                       | مايو                        | يونيو                       | يوليو                       | أغسطس                       | سبتمبر                      | أكتوبر                      | نوفمبر                      | ديسمبر                      | المعدل السنوي               |
| --------------------------------------- | --------------------------- | --------------------------- | --------------------------- | --------------------------- | --------------------------- | --------------------------- | --------------------------- | --------------------------- | --------------------------- | --------------------------- | --------------------------- | --------------------------- | --------------------------- |
| الدرجة القصوى °م (°ف)                   | 9.2 (48.6)                  | 10.9 (51.6)                 | 17.3 (63.1)                 | 23.4 (74.1)                 | 29.1 (84.4)                 | 32.3 (90.1)                 | 32.8 (91.0)                 | 35.2 (95.4)                 | 29.8 (85.6)                 | 22.0 (71.6)                 | 13.8 (56.8)                 | 10.4 (50.7)                 | 35.2 (95.4)                 |
| متوسط درجة الحرارة الكبرى °م (°ف)       | 2.5 (36.5)                  | 2.7 (36.9)                  | 5.1 (41.2)                  | 9.5 (49.1)                  | 15.0 (59.0)                 | 18.2 (64.8)                 | 19.2 (66.6)                 | 19.8 (67.6)                 | 16.6 (61.9)                 | 12.6 (54.7)                 | 7.6 (45.7)                  | 4.2 (39.6)                  | 11.1 (52.0)                 |
| المتوسط اليومي °م (°ف)                  | 0.7 (33.3)                  | 0.7 (33.3)                  | 2.7 (36.9)                  | 6.1 (43.0)                  | 11.1 (52.0)                 | 14.4 (57.9)                 | 15.9 (60.6)                 | 16.1 (61.0)                 | 13.5 (56.3)                 | 10.0 (50.0)                 | 5.6 (42.1)                  | 2.4 (36.3)                  | 8.3 (46.9)                  |
| متوسط درجة الحرارة الصغرى °م (°ف)       | −1.3 (29.7)                 | −1.6 (29.1)                 | 0.3 (32.5)                  | 3.0 (37.4)                  | 7.5 (45.5)                  | 11.2 (52.2)                 | 12.9 (55.2)                 | 12.9 (55.2)                 | 10.5 (50.9)                 | 7.4 (45.3)                  | 3.4 (38.1)                  | 0.3 (32.5)                  | 5.6 (42.1)                  |
| أدنى درجة حرارة °م (°ف)                 | −16.6 (2.1)                 | −16.6 (2.1)                 | −13.0 (8.6)                 | −5.2 (22.6)                 | −1.0 (30.2)                 | 2.7 (36.9)                  | 5.6 (42.1)                  | 4.0 (39.2)                  | 0.0 (32.0)                  | −2.3 (27.9)                 | −12.0 (10.4)                | −16.0 (3.2)                 | −16.6 (2.1)                 |
| الهطول مم (إنش)                         | 60 (2.4)                    | 41 (1.6)                    | 48 (1.9)                    | 40 (1.6)                    | 47 (1.9)                    | 55 (2.2)                    | 60 (2.4)                    | 72 (2.8)                    | 82 (3.2)                    | 94 (3.7)                    | 88 (3.5)                    | 72 (2.8)                    | 759 (29.9)                  |
| متوسط الأيام المثلجة                    | 6.9                         | 5.7                         | 4.9                         | 2.0                         | 0.0                         | 0.0                         | 0.0                         | 0.0                         | 0.0                         | 0.1                         | 1.8                         | 5.4                         | 27.0                        |
| المصدر: Danish Meteorological Institute |                             |                             |                             |                             |                             |                             |                             |                             |                             |                             |                             |                             |                             |

## توأمة
لإيسبيرغ اتفاقيات توأمة مع كل من:
- ستافانغر
- شتشين
- سوجو
- يوفاسكولا
- Eskilstuna Municipality [الإنجليزية]‏
- مانيتسوك

## أعلام
- جوناس نودسين
- بول نيروب راسموسين
- بيتر أنكيرسين
- مارتين برايثوايت
- ألان نيلسن